# Casio Data Bank

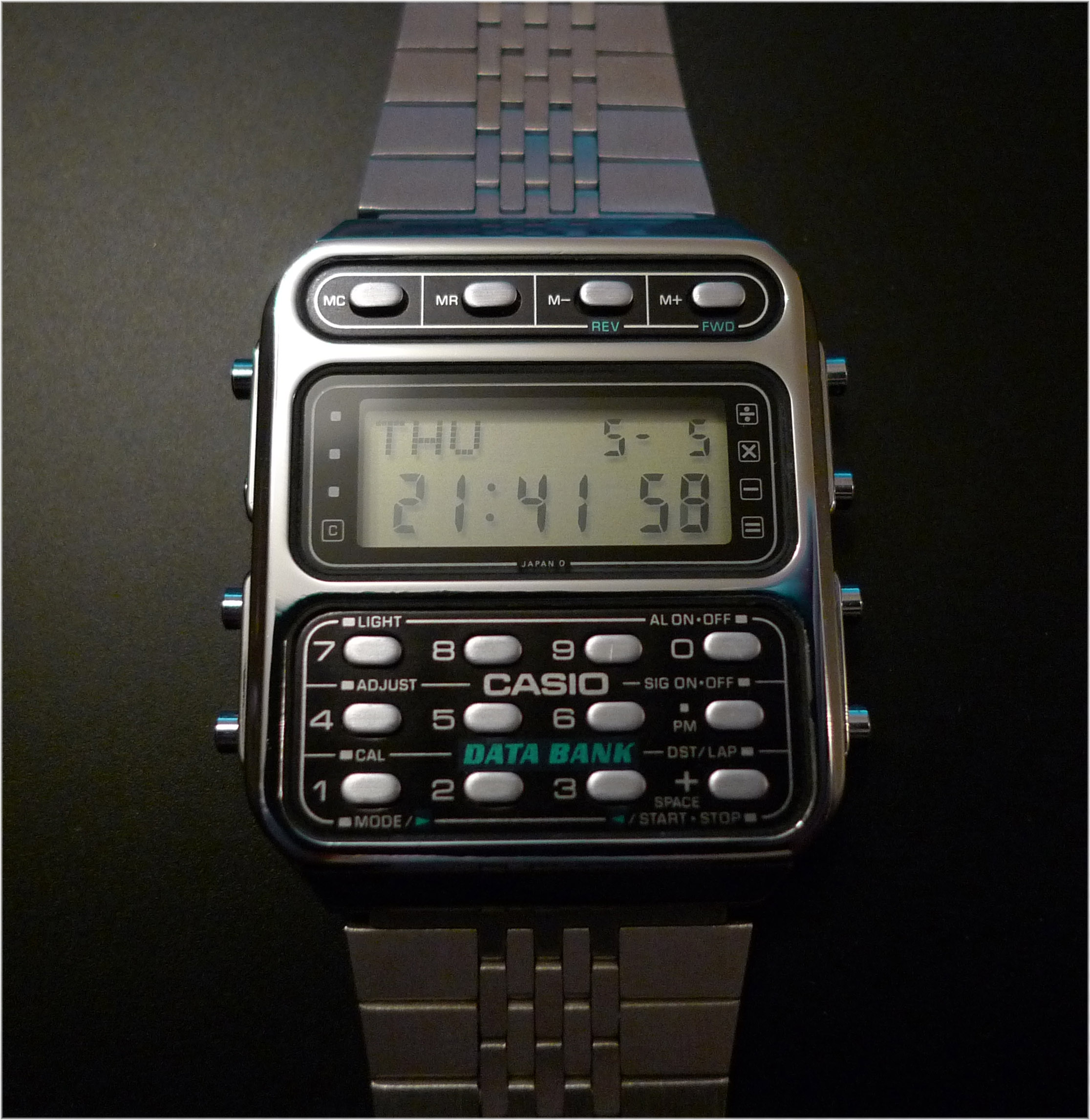
Erste Casio Data Bank Uhr CD-401, Modul 246 von 1983. Speicher für 10 Telefonnummern mit 4 Buchstaben und 12 Zahlen.

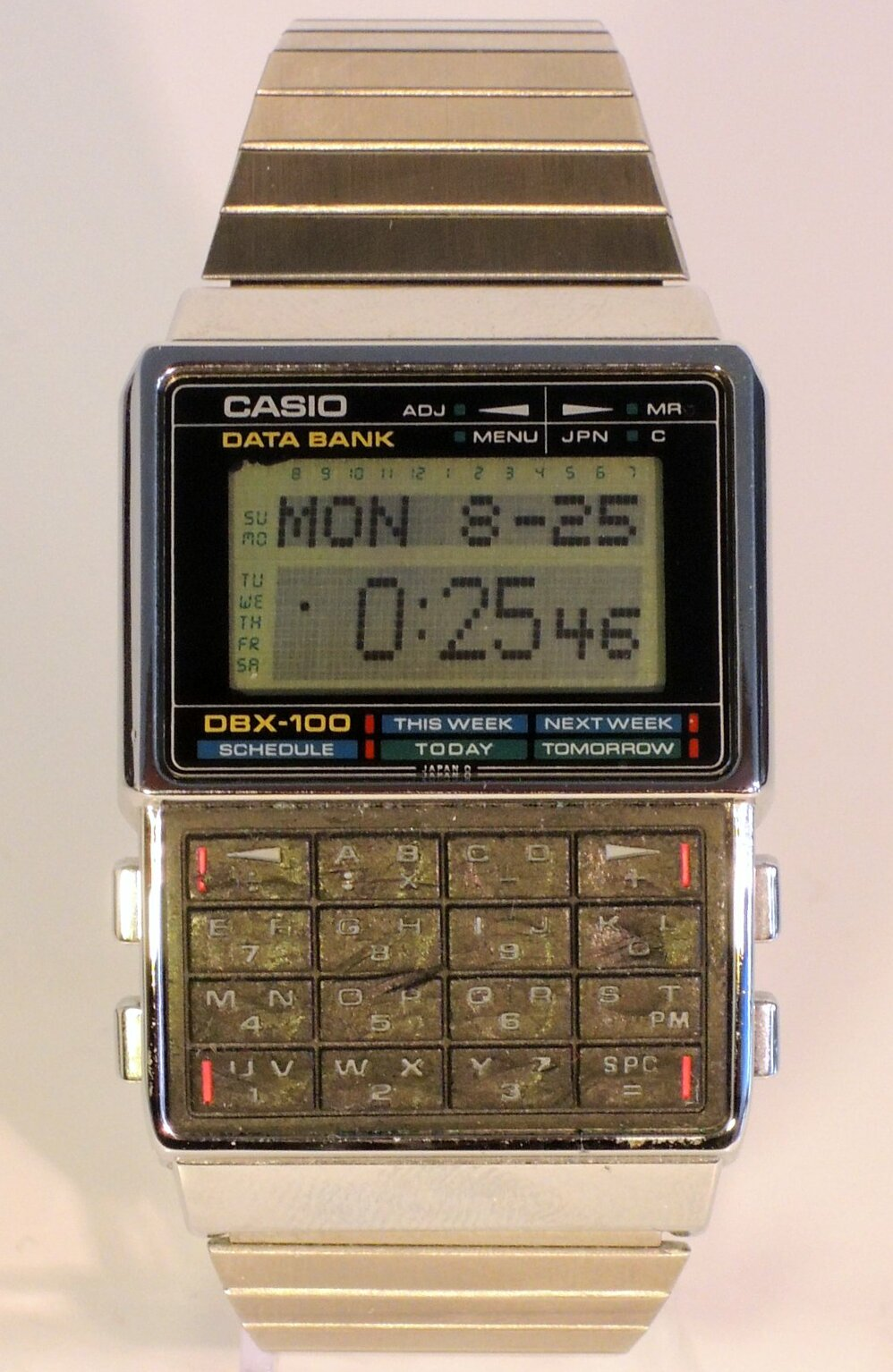
DBX-100, Modul 261 von 1988 mit Matrixanzeige.

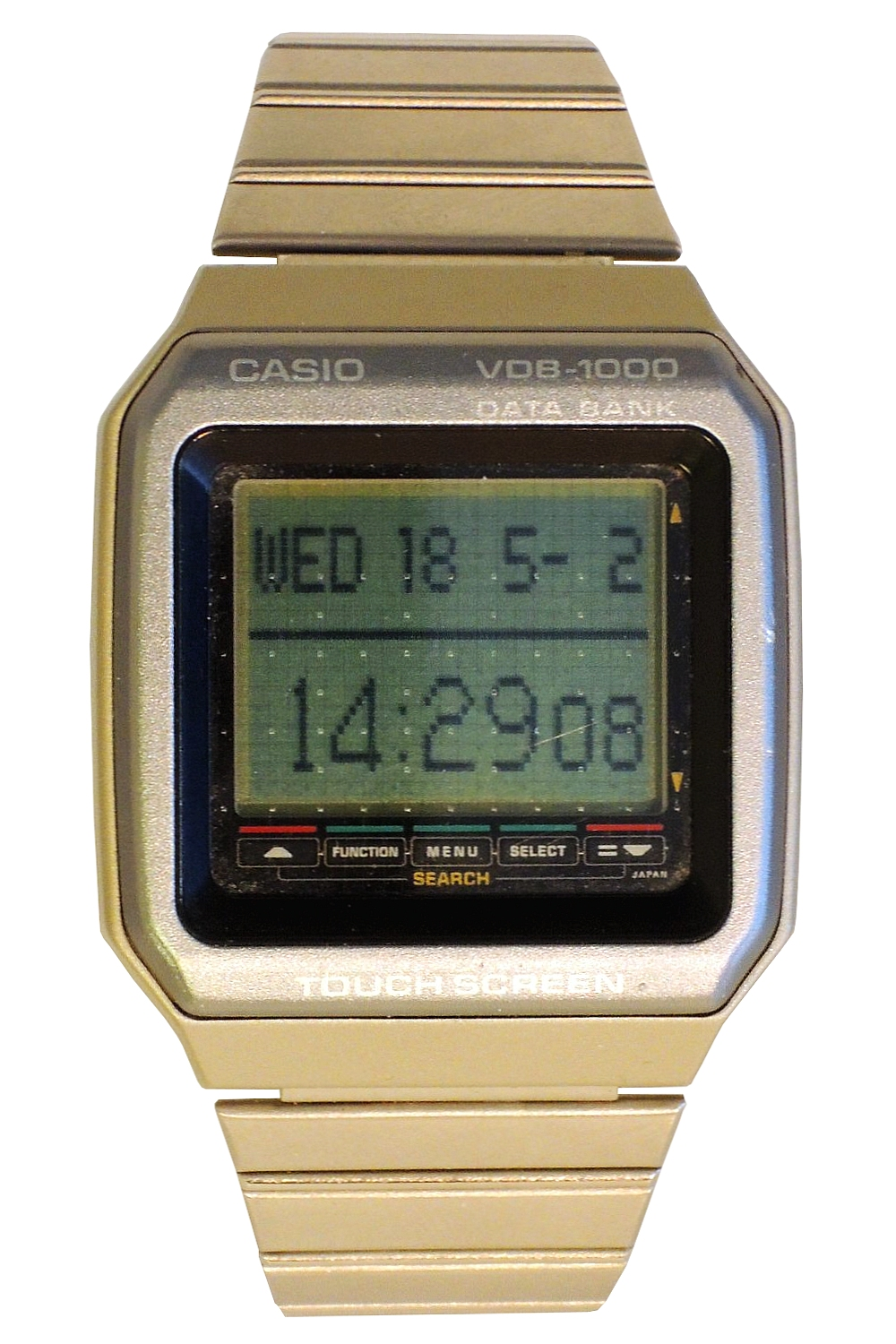
VDB-1000, Modul 658 von 1991 mit Grafikdisplay und Touchscreen.

Data Bank ist eine Modellreihe digitaler Armbanduhren des japanischen Herstellers Casio, welche seit 1983 produziert werden. Einige Modelle hatten neben einer Taschenrechnerfunktion einen Terminplaner und ein Adressbuch oder mehr, wie das Touch-Screen-Modell Casio VDB-1000 von 1991 mit Telefonbuch, Terminplaner, Weltkarte, Notizfunktion und achtstelligem Taschenrechner.

## Merkmale
Alle Modelle haben ein Telefonbuch, in dem je 10 bis 150 Nummern abgelegt werden können. Zusätzliche Funktionen können Kalender mit Erinnerungsfunktion, Taschenrechner, Phone Dialer, Sprachaufzeichnung, Weltzeit oder Touch-Screen sein. Die Flüssigkristallbildschirme haben zumeist Kombinationsanzeigen als Matrixanzeigen mit Siebensegmentanzeigen, einige Modelle wie DB-1000 nur Matrixanzeige. Ein Pufferkondensator ermöglichte einen Batteriewechsel ohne Datenverlust, einige späte Modelle mit EEPROM hatten nichtflüchtige Speicher.
Beim Modell Casio DBX-100 löste sich die Tastaturmatte auf. 
Das Modell Casio VDB-1000 mit Berührungsdisplay war für den täglichen Gebrauch relativ kompliziert. Die filigranen Touchscreen-Elemente waren sehr klein und umständlich zu bedienen.

## Nachfolger und Revival
Das komfortablere  Mobiltelefon setzte der Entwicklung der Serie zwar zu, aber mit dem Modell DBC-32 gibt es bis heute (2020) Casio-Uhren mit der Data-Bank-Bezeichnung. Seit Mitte der 2000er Jahre lagern Smartwatches einzelne Funktionen der Telefone wie Teile der Anzeige jedoch wieder auf eine drahtlos verbundene Uhr aus und ergänzen sie um Sensoren und Signalgeber am Handgelenk.